# Monotes hypoleucus
Monotes hypoleucus là một loài thực vật có hoa trong họ Dầu. Loài này được (Welw.) Gilg mô tả khoa học đầu tiên năm 1899.